# Territori (País Basc)

Els set territoris del País Basc. En groc els del País Basc del Nord, en lila els de la Comunitat Autònoma Basca i en verd la Comunitat Foral de Navarra

Els territoris (en basc lurralde, plural lurraldeak), de vegades també referits com a províncies, territoris històrics o lurraldeak, són les divisions tradicionals del País Basc. El seu origen es remunta a l'edat mitjana, en què es formaren els furs i les institucions de cadascú, excepte per a Navarra i la Baixa Navarra, que van formar un sol territori fins al 1530, en què aquesta va retornar als reis de Navarra (reis de França des del 1589), mentre que la resta del regne (Alta Navarra o, senzillament, Navarra) romania com a virregnat de Castella. Actualment, els quatre territoris del País Basc del Sud coincideixen amb les províncies d'Espanya. D'aquests, Navarra constitueix una comunitat autònoma uniprovincial (Comunitat Foral de Navarra) i els altres tres (Àlaba, Biscaia i Guipúscoa) formen la Comunitat autònoma del País Basc, on reben la denominació legal de territori històric (lurralde historiko) i disposen d'institucions pròpies, que són les diputacions forals (Foru Aldundia). A més, en la concepció cultural per a uns i politiconacional per a d'altres, el territori de Biscaia inclou l'actual enclavament càntabre de valle de Villaverde, i Àlaba inclou l'enclavament de Treviño (actual província de Burgos). Per contra, els tres territoris del País Basc del Nord (Lapurdi, Baixa Navarra i Zuberoa) foren esborrats com a demarcacions administratives per la Revolució francesa el 1789 i 1790, juntament amb els seus furs i institucions, i des de la divisió de l'estat francès en departaments (el 1790) pertanyen, juntament amb el Bearn occità, al departament dels Baixos Pirineus, anomenat dels Pirineus Atlàntics des del 1971.

## Els territoris històrics en l'estatut d'autonomia
Els antics territoris històrics formen part de la divisió administrativa de la Comunitat Autònoma del País Basc:
| «                                                 | El territori de la Comunitat Autònoma del País Basc quedarà integrat pels Territoris Històrics que coincideixen amb les províncies, en els seus actuals límits, d'Àlaba, Guipúscoa i Biscaia... | » |
| — Estatut d'Autonomia del País Basc, article 2.2. | |   |

Els territoris històrics estan regits per diputacions forals, les quals exerceixen no sols les competències ordinàries d'una diputació provincial, sinó també competències pròpies del règim foral com, per exemple, en matèria fiscal, i per Juntes Generals, òrgans legislatius facultats per aprovar normes i reglaments forals. Cada Junta General està composta per 51 membres, triats per sufragi universal en cada territori.
El reconeixement constitucional d'aquesta singularitat dels territoris històrics, igual que la de la Comunitat Foral de Navarra, deriva de la disposició addicional primera de la Constitució espanyola (si bé la constitució al·ludeix a territoris forals, l'Estatut d'Autonomia per al País Basc adopta l'expressió territoris històrics):
| « | La Constitució empara i respecta els drets històrics dels territoris forals. L'actualització general d'aquest règim foral es durà a terme, si escau, en el marc de la Constitució i dels Estatuts d'Autonomia. | » |

La disposició addicional primera de la Constitució, l'Estatut d'Autonomia del País Basc i la Llei de Territoris Històrics (Llei 27/1983, de 25 de novembre, de Relacions entre les Institucions Comunes de la Comunitat Autònoma i els Òrgans Forals dels seus Territoris Històrics) aprovada pel Parlament Basc, constitueixen el marc jurídic bàsic d'aquests ens territorials forals.